# Bridž
Bridž (také bridge) je karetní hra pro dvě dvojice hráčů. Hraje se s balíčkem 52 bridžových karet. Hra se hraje rekreačně i závodně. Má propracovaná pravidla, která do značné míry (v rekreační podobě méně, ve sportovní více) eliminují vliv náhodného rozdání karet a preferují herní um hráčů.

## Historie
Bridž se vyvinul z whistu na počátku 20. století. Má celou řadu variant, v současné době se hraje téměř výlučně tzv. contract bridge, jehož pravidla byla vynalezena v roce 1925 H. S. Vanderbiltem. Starší je dnes téměř nehraná varianta auction bridge, vynalezená v roce 1904, která má odlišný bodovací systém. Podobně jako u šachů se vyskytují i různé spíše experimentální úpravy pravidel, jako například tzv. singapurský bridž nebo tzv. honeymoon bridge (doslova líbánkový bridž), který hrají pouze dva hráči místo obvyklých čtyř.

## Pravidla
Hrají dvě dvojice hráčů, které jsou rozesazeny kolem stolu tak, že spoluhráči sedí proti sobě a jejich soupeři křížem. Karty se před rozehrávkou zamíchají a po jedné rozdají (Při některých soutěžích mohou být přineseny již namíchané balíčky).
Hra se skládá ze dvou fází: licitace (dražby) a sehrávky.

### Dražba
První licituje rozdávající hráč. Během licitace postupně hráči nabízejí závazek k sehrání. Závazek se skládá z barvy trumfů (jsou seřazeny v pořadí trefy, kára, srdce, piky, bez trumfů) a počtu zdvihů nad polovinu (to jest nad 6). Během licitace je povoleno závazek pouze zvyšovat (to znamená nabídnout dražší barvu při stejném počtu zdvihů, nebo více zdvihů), případně kontrovat. Lze se také vzdát dražení slovem pas. Pokud tři hráči v řadě řeknou pas, je hrán poslední vydražený závazek. To však neplatí v situaci, kdy pas řekli první tři hráči. Každý hráč má podle pravidel totiž právo alespoň jednou v rozdání licitovat. Po takových třech pasech licituje ještě i hráč čtvrtý.
V bridži jsou běžné konvenční (umělé) hlášky, což je licitace, která zdánlivě nedává smysl, avšak po dohodě partnerů jej má. Například když soupeř licituje 2 srdce (formálně se jedná o závazek uhrát 8 zdvihů), naše licitace 3 srdce není míněna tak, že bychom jich chtěli uhrát 9 při srdcových trumfech, ale je to výzva partnerovi, aby ohlásil 3 bez trumfů, pokud je schopen zadržet soupeřův útok v srdcích.
Hráči používají různé dražební (licitační) systémy, které se liší použitím konvenčních hlášek, které umožní pokročilým hráčům získat informace o síle partnera, délce trumfů a jeho klíčových kartách (esech a králech), aby dosáhli nejvyšších závazků. Nejvyšší závazky se nazývají slamy (čti slem), což je nejvýše hodnocený závazek na získání 12 (malý slam) nebo všech 13 zdvihů (velký slam). Konvenční hlášky jsou kromě zmíněné licitace soupeřovy barvy také kontra, které nemyslíme vážně, případně jiné hlášky, které partner nesmí zapasovat, speciální dotazy na klíčové karty, hlášky skokem s vedlejší informací apod. Příklady zde Archivováno 9. 12. 2014 na Wayback Machine..

### Sehrávka
Během sehrávky je odehráno 13 zdvihů. Do prvního zdvihu vynáší hráč po levici hlavního hráče – to jest toho hráče strany vyhravší licitaci, který jako první nahlásil hranou barvu trumfů. Po výnosu složí druhý hráč strany, která vyhrála licitaci, všechny své karty na stůl lícem vzhůru a stává se tichým (dummy) hráčem. S jeho kartami hraje hlavní hráč. Dummy přikládá karty podle jeho pokynů nebo si může odskočit (třeba pro občerstvení).
Pokud dvojice, která nabídla v licitaci nejvyšší závazek, tento závazek uhraje, vyhrává (získává body). Pokud závazek neuhraje, vyhrává druhá dvojice. V soutěžním bridži je vliv štěstí při rozdání eliminován tak, že po partii jsou původně rozdané karty uloženy do krabičky tak, aby stejné rozdání hráli hráči u dalších stolů v celém turnaji. O vítězství pak nerozhodují body, které jsme uhráli v partii, ale o kolik bodů jsme získali víc nebo méně, než ostatní hráči v turnaji, kteří drželi v ruce stejné karty, jako jsme měli my.